# Tambakrejo (Gurah)
Tambakrejo is een bestuurslaag in het regentschap Kediri van de provincie Oost-Java, Indonesië. Tambakrejo telt 2970 inwoners (volkstelling 2010).